# ড়
Cette page contient des caractères spéciaux ou non latins. S’ils s’affichent mal (▯, ?, etc.), consultez la page d’aide Unicode.
ড়, appelé ṛa et transcrit ṛ, est une consonne de l’alphasyllabaire bengali utilisée dans l’écriture de l’assamais et du bengali. Elle est formée d’un ḍa ‹ ড › avec un point souscrit.

## Utilisation
En bengali ṛa représente une consonne battue rétroflexe voisée [ɽ].

## Représentations informatiques
Ses caractères Unicode sont, :
| formes | représentations | chaînes de caractères | points de code       | descriptions                                                       |
| ------ | --------------- | --------------------- | -------------------- | ------------------------------------------------------------------ |
| pleine | ড়               | ড়                     | U+09A1 U+09BC        | lettre bengali dda, symbole bengali noukta                         |
| morte  | ড়्               | ড়◌्                    | U+09A1 U+09BC U+094D | lettre bengali dda, symbole bengali noukta, symbole bengali virama |